# Протеогликаны
Протеогликаны — сложные белки. Высокомолекулярные соединения, состоящие из белка (на белковую часть приходится 5-10% от общей массы) с высокой степенью гликозилирования (на углеводную часть приходится 90-95% от общей массы), углеводные остатки которых представляют собой длинные неразветвленные полисахаридные цепи — гликозаминогликаны, образованные чередующимися остатками гексозамина и уроновой кислоты (глюкуроновой, идуроновой или галактуроновой) либо галактозы. Гликозаминогликановые цепи зачастую сульфированы.
Протеогликаны являются подклассом большого класса сложных белков, которые называются гликопротеинами. Гликопротеины тоже содержат полисахаридные цепи разной длины, ковалентно присоединённые к полипептидной основе, но углеводный компонент гликопротеинов гораздо меньше по массе, чем у протеогликанов, и составляет не более 40% от общей массы.
Протеогликаны образуют промежуточное (основное) вещество соединительной ткани, в которое погружены или которым покрыты волокнистые
элементы соединительной ткани. Протеогликаны играют роль и межтканевых прослоек и служат смазочным материалом в суставах. Протеогликаны выполняют функцию связывания экстрацеллюлярной воды, а также катионов. Например, они могут фиксировать ионы кальция в очагах оссификации.
Протеогликаны состоят из сердцевинных белков (англ. core protein) с молекулярной массой от 10 до 600 кДа, с которыми ковалентно связаны несколько гликозаминогликановых цепей (до 80 гликозидных звеньев массой до 50 — 60 кДа); число связанных с белком полисахаридных цепей варьируется от одной (декорин фибробластов) до 100 и выше (аггрекан хрящевой ткани). Такое строение обуславливает высокую молекулярную массу протеогликанов (у аггрекана до 5 МДа).
Сердцевинные белки протеогликанов, как и другие белки, синтезируются рибосомами шероховатого эндоплазматического ретикулума и транспортируются в аппарат Гольджи, где происходит их гликозилирование. На первой стадии происходит «наращивание» на сериновом остатке сердцевинного белка «связующего тетрасахарида» (англ. proteoglycan linkage tetrasaccharide) «ксилоза-галактоза-галактоза-глюкуроновая кислота»(ß1-4Xyl ß1-3Gal ß1-3Gal GlcA), после чего соответствующими гликозилтрансферазами осуществляется наращивание специфичной для данного протеогликана гликозиламиногликановой цепи.